# Filippo Traina
Filippo Traina (Vittoria, 29 novembre 1917 – Vittoria, 23 marzo 1983) è stato un politico e avvocato italiano.

## Biografia
Avvocato ed esponente del PCI, consigliere comunale e vicesindaco, è stato più volte sindaco di Vittoria, in provincia di Ragusa, e parlamentare della Repubblica (senatore dal 1963 al 1968 e poi deputato dal 1968 al 1976).
Dopo la morte gli viene intitolato l'istituto comprensivo scolastico di Vittoria.